# Takashi Etō
Takashi Etō (japanisch 衛藤 昂; * 5. Februar 1991 in Suzuka) ist ein japanischer Leichtathlet, der sich auf den Hochsprung spezialisiert hat.

## Sportliche Laufbahn
Erste internationale Erfahrungen sammelte Takashi Etō bei den Juniorenweltmeisterschaften 2010 im kanadischen Moncton, bei denen er mit 2,05 m in der Qualifikation ausschied. Im Jahr darauf wurde er bei den Asienmeisterschaften in Kōbe mit übersprungenen 2,24 m Vierter und zwei Jahre darauf bei den Asienmeisterschaften in Pune mit 2,18 m Siebter. 2014 nahm er erstmals an den Asienspielen im südkoreanischen Incheon teil und belegte mit 2,15 m Rang elf. 2015 siegte er mit 2,24 m bei den Asienmeisterschaften in Wuhan und qualifizierte sich damit für die Weltmeisterschaften in Peking, bei denen er mit 2,22 m in der Qualifikation ausschied. Im Jahr darauf erfolgte die Teilnahme an den Olympischen Spielen in Rio de Janeiro, bei denen er sich mit 2,17 m ebenfalls nicht für das Finale qualifizierte.
2017 nahm er erneut an den Weltmeisterschaften in London teil, erreichte mit 2,22 m auch nicht das Finale. Bei seinen zweiten Asienspielen 2018 in Jakarta wurde er mit einem Sprung über 2,24 m Sechster. Im Jahr darauf gewann er bei den Asienmeisterschaften in Doha mit 2,29 m die Silbermedaille hinter dem Syrer Majd Eddin Ghazal. Er qualifizierte sich auch für die Weltmeisterschaften ebendort im Oktober, bei denen er mit 2,17 m in der Qualifikation ausschied. 2020 siegte er mit 2,27 m beim Seiko Golden Grand Prix und im Jahr darauf mit 2,30 m beim Shizuoka International Athletics Meet und dann mit 2,24 m beim Denka Athletics Challenge Cup. Daraufhin nahm er an den Olympischen Spielen in Tokio teil und verpasste dort mit 2,21 m den Finaleinzug.
In den Jahren 2016, 2017 und 2018 wurde Etō Japanischer Meister im Hochsprung.

## Persönliche Bestleistungen
- Hochsprung: 2,30 m, 21. Mai 2017 in Kawasaki
  - Hochsprung (Halle): 2,23 m, 26. Januar 2019 in Hustopeče